# Muskel-Phosphofructokinase
Die Muskel-Phosphofructokinase (englisch: phosphofructokinase, muscle type, PFKM) ist ein Enzym, das die Muskel (M)-Untereinheit des tetrameren Enzyms Phosphofructokinase 1 bildet und den geschwindigkeitsbestimmenden Schritt der Glykolyse katalysiert, nämlich die Umwandlung von D-Fructose-6-phosphat zu D-Fructose-1,6-bisphosphat. PFKM wird durch das gleichnamige PFKM-Gen, welches sich beim Menschen auf Chromosom 12 befindet, codiert.
Ein Mangel an PFKM in den Muskeln bewirkt eine abnormale Anreicherung von Glucose-6-phosphat und Fructose-6-phosphat und kann zur Tarui-Krankheit führen.

## Struktur

### Gen
Das PFKM-Gen befindet sich auf Chromosom 12. Die codierende Region in PFKM weist nur eine Ähnlichkeit von 68 % mit der des PFKL vom Lebertyp auf.

### Protein
Das 85 kDa schwere Protein ist eines von drei Untereinheitstypen, welche die fünf tetrameren PFK-Isozyme bilden. Das Muskelisozym von PFK1 besteht ausschließlich aus PFKM. Die Leber-PFK (PFK-5) enthält ausschließlich den zweiten Untereinheitstyp, PFKL, während die Erythrozyten-PFK fünf Isozyme enthält, die aus verschiedenen Kombinationen von PFKM und PFKL zusammengesetzt sind. Diese Untereinheiten entwickelten sich aus einem gemeinsamen prokaryotischen Vorfahren durch Genduplikation und Mutationsereignissen. Im Allgemeinen übt der N-Terminus der Untereinheiten ihre katalytische Aktivität aus, während der C-Terminus allosterische Ligandenbindungsstellen enthält.

## Funktion
Das PFKM-Gen codiert für eine von drei Proteinuntereinheiten der PFK, die exprimiert und gewebespezifisch zum tetrameren PFK zusammengefasst werden. Als PFK-Untereinheit ist PFKM an der Katalyse der Phosphorylierung von Fructose-6-phosphat zu Fructose-1,6-bisphosphat beteiligt. Diese irreversible Reaktion ist der wichtigste geschwindigkeitsbestimmende Schritt der Glykolyse.
Obwohl die PFKM-Untereinheit hauptsächlich in Muskel- und Erythrozyten-PFK eingebaut ist, wird PFKM auch im Herzen, im Gehirn und im Hoden exprimiert.

## Klinische Bedeutung
Da die Erythrozyten-PFK sowohl aus PFKL als auch aus PFKM besteht, wird diese heterogene Zusammensetzung mit der unterschiedlichen PFK-Aktivität und Organbeteiligung in Verbindung gebracht, die in einigen erblichen PFK-Mangelzuständen beobachtet werden, in denen eine Myopathie, eine Hämolyse oder beides auftreten kann, wie bei der Glykogenspeicherkrankheit Typ VII, ebenfalls bekannt als Tarui-Krankheit. Es wurde gezeigt, dass Mutationen im PFKM-Gen aufgrund der Homozygotie für katalytisch inaktive M-Untereinheiten die Tarui-Krankheit verursachen. Es wurde bestätigt, dass PFKM an einem Muskel-PFK-Mangel mit früh einsetzender Hyperurikämie beteiligt ist.
Obwohl PFKM die Glykolyse antreibt, wurde seine Überexpression mit Typ-2-Diabetes und Insulinresistenz im Skelettmuskel in Verbindung gebracht. Eine mögliche Erklärung legt nahe, dass die Überexpression die allosterische Hemmung von PFK1 durch übermäßige Oxidation freier Fettsäuren und der Anreicherung von Citrat und Acetyl-CoA kompensieren soll.